# Pierre-Philippe Pasqua
Pour les articles homonymes, voir Pasqua.
Pierre-Philippe Pasqua, ou Pierre Pasqua, né le 9 janvier 1948 à Grasse et mort le 11 février 2015 à Paris, est un homme politique français.
Il est impliqué dans plusieurs affaires politico-financières en compagnie de Jean-Charles Marchiani, en particulier l'affaire des ventes d'armes de la Sofremi, pour laquelle il a été condamné à un an de prison ferme en 2010, après s'être réfugié pendant sept ans en Tunisie.
Il meurt le 11 février 2015, des suites d'une longue maladie.

## Origines et débuts
Il est le fils unique de Jeanne (née Joly) et Charles Pasqua. Il milita un temps à Occident.

## Affaire de la Sofremi
L'affaire de la Sofremi porte sur des détournements de fonds réalisés aux dépens de la Sofremi, une structure de vente de matériel de sécurité dépendant du Ministère de l'Intérieur de 1993 à 1995, sous la direction de Charles Pasqua. Des commissions indues ont été versées par la Sofremi en marge de quatre marchés de matériel de sécurité au Brésil, en Colombie, au Koweït et en Argentine. Ces commissions illicites étaient versées par le biais de sociétés écrans dans des paradis fiscaux par les intermédiaires[réf. nécessaire]. 
Pierre-Philippe Pasqua est accusé d'avoir perçu 10 millions de francs de commissions indues et occultes. 
Après s'être réfugié pendant sept ans en Tunisie et avoir négocié sa reddition, il rentre en France, évitant son incarcération,.
Pierre-Philippe Pasqua a été jugé en première instance en octobre 2007 par la 12e chambre du tribunal correctionnel de Paris, en compagnie de Pierre Falcone et Bernard Dubois, ex-PDG de la Sofremi. Ce dernier a déclaré pendant ses auditions que les commissions occultes étaient « un des moyens de financement du système de Charles Pasqua ».
Le 22 octobre 2007, le procureur a requis contre lui 2 ans de prison ferme dont un avec sursis et 300 000 euros d'amendes. Il a été condamné le 11 décembre 2007 à dix-huit mois de prison ferme (deux ans d'emprisonnement dont six mois avec sursis) et a fait appel. Cette peine a été réduite à un an de prison par la Cour d'appel de Paris en mars 2010, et, en avril, la Cour de cassation a rejeté son pourvoi.

## Affaire Alsthom
L'affaire du siège de GEC-Alsthom Transport est une affaire politico-financière française impliquant les réseaux Pasqua entre 1993 et 1995, intervalle pendant lequel Charles Pasqua était ministre de l'Intérieur.
La DATAR, dirigée par le pasquaïen Pierre-Henri Paillet et son ministre de tutelle Charles Pasqua, a délivré un agrément pour le transfert du siège de la branche transport de GEC-Alsthom à Saint-Ouen (Seine-Saint-Denis). Cet agrément avait donné lieu au versement d'une commission occulte de 5,2 millions de francs (790 000 euros) par la société Alstom (ex-GEC-Alsthom), en mai 1994, à l'intermédiaire Étienne Leandri, décédé depuis.
En janvier 2006, Pierre-Philippe Pasqua a été jugé par défaut pour recel d'abus de biens sociaux par le tribunal correctionnel de Paris et relaxé. Le parquet avait fait appel. Pierre-Philippe Pasqua était en fuite en Tunisie depuis 2000. Après la levée de son mandat d'arrêt international, Pierre-Philippe Pasqua était revenu en France en septembre 2007.
Le 8 novembre 2007, Pierre-Philippe Pasqua a été condamné par la cour d'appel de Paris à deux ans d'emprisonnement, dont un an ferme, et à 300 000 euros d'amende dans cette affaire. Absent lors du prononcé de l'arrêt, il a annoncé qu'il allait se pourvoir en cassation.
Le 24 septembre 2008, la Cour de cassation a rejeté son pourvoi et a rendu définitive sa condamnation à un an de prison ferme.

## Condamnations
Pour les affaires Alsthom et de la Sofremi, Pierre-Philippe Pasqua est condamné à deux ans de prison dont un an ferme pour chacune d'entre elles. En septembre 2010, la cour d'appel de Paris a accepté de confondre les deux peines, ce qui réduit la condamnation à deux ans de prison dont un an ferme. Les sentences de moins de deux ans de prison étant aménageables, Pierre-Philippe Pasqua n'est pas allé en prison.